# Spiegel im Spiegel
Spiegel im Spiegel is een eigentijds klassieke muziekstuk dat in 1978 werd geschreven door de Estse componist Arvo Pärt.
Het stuk is oorspronkelijk een compositie voor viool en piano in de voor Pärt typerende tintinnabuli-stijl. De melodische vioolpartij beweegt zich diatonisch in stapsgewijze bewegingen, terwijl de piano voortdurend een arpeggio vormt met de tonische drieklank. Het stuk is geschreven in een 6/4-maat en de toonsoort is F majeur. Het geheel beweegt zich voort in een langzaam en meditatief tempo. Spiegel im Spiegel is een voorbeeld van minimalistische muziek.
Hoewel Spiegel im Spiegel oorspronkelijk voor viool en piano geschreven is, wordt de viool vaak vervangen door een cello of altviool. Ook zijn er versies met contrabas, klarinet, hoorn, fluit, fagot, harp en percussie.
De titel van het stuk komt uit het Duits en betekent letterlijk "spiegel(s) in de spiegel". Het Duitse woord Spiegel kan zowel op het enkelvoud als het meervoud slaan. De titel verwijst naar het oneindige beeld dat ontstaat wanneer men kijkt in twee tegenover elkaar opgestelde spiegels.
In 2020, 2021 en 2022 stond Spiegel im Spiegel op de eerste plaats in de Klara Top 100 van de klassieke VRT-zender Klara. In 2023 stond het nummer op de tweede plaats. In de allereerste Klassieke Top 400 van NPO Klassiek (tot 2023: NPO Radio 4) eindigde de compositie in 2013 op de tweede plaats, na de Matthäus-Passion van Bach. In de jaren daarna stond het nummer telkens op de derde of vierde plaats, met uitzondering van 2022, toen het 'slechts' op de zevende plaats eindigde. In 2024 daalde het stuk van de vierde plek (2023) naar de vijfde plek. 

## Adaptaties voor film en televisie (selectie)
Het stuk is gebruikt als filmmuziek in onder andere:
- Mother Night (1996), Amerikaanse speelfilm
- Wit (2001), Amerikaanse speelfilm
- Éloge de l'amour (2001), Franse speelfilm
- La Chambre des officiers (2001), Franse speelfilm
- Gerry (2002), Amerikaanse speelfilm
- Heaven (2002), speelfilm (internationale coproductie)
- Swept Away (2002), Italiaans-Britse speelfilm
- The Century of the Self (2002) BBC-documentaire
- Touching the Void (2003), docudrama (internationale coproductie)
- Soldados de Salamina (2003), Spaanse speelfilm
- Auschwitz: The Nazis and 'The Final Solution' (2005) zesdelige BBC-documentaire (op PBS uitgezonden als Auschwitz: Inside the Nazi State)
- Elegy (2008), Amerikaanse speelfilm
- The Secret Life of Chaos (2010) BBC-documentaire
- Burning Man (2011), Australische speelfilm
- Silent House (2011), trailer van Amerikaanse speelfilm
- About time (2013), Britse filmkomedie
- The East (2013), Brits-Amerikaanse speelfilm
- Movie 43 (2013), Amerikaanse filmkomedie
- Gravity (2013) trailer van Amerikaans-Britse speelfilm[4]
- Hoje Eu Quero Voltar Sozinho (2014), Braziliaanse speelfilm
- As Mil e Uma Noites (2015), Portugees-Frans-Duits-Zwitserse filmtrilogie (deel 1: 'O Inquieto')
- Foxtrot (2017), Israëlisch-Duits-Frans-Zwitserse speelfilm
- 'Whenever You're Ready' (2020), laatste aflevering van het vierde seizoen van de Amerikaanse tv-serie The Good Place
- You Won't Be Alone (2022), speelfilm (internationale coproductie)
- 'International Break' (2023), tiende aflevering van het derde seizoen van de Amerikaanse tv-serie Ted Lasso

Eerste Symfonie (1963) · Tweede Symfonie (1966) · Pro et contra (1966) · Derde Symfonie (1971) · Für Alina (1976) · Fratres (1977) · Sarah was ninety years old (1976) · Arbos (1977) · Tabula Rasa (1977) · Cantus in memory of Benjamin Britten (1977) · Missa sillabica (1977) · Variationen zur Gesundung von Arinuschka (1977) · Spiegel im Spiegel (1978) · Summa (1980) · De profundis (1980) · Passio Domini nostri Jesu Christi secundum Johannem (1982) · Te Deum (1986) · Stabat mater (1985) · Zeven Magnificat-antifonen (1988) · Festina lente (1990) · Miserere (1989) · Magnificat (1989) · The Beatitudes (1991) · Silouans Song (1991) · Berliner Messe (1992) · Concerto piccolo über B-A-C-H (1994) · Which was the Son of... (2000) · Passacaglia (2003) · In principio (2003) · Lamentate (2002) · Da pacem Domine (2004) · Für Lennart in memoriam (2006) · Vierde symfonie "Los Angeles" (2008) · The deer's cry (2008)